# Титинков, Сергей Алексеевич
Титинков Сергей Алексеевич (род. 25 сентября 1964 года г. Москва) — российский продюсер, медиаменеджер, деятель кино и телевидения, директор Дирекции кинопоказа АО «Первый канал» (главный по всему киноконтенту), член Академии Российского телевидения с 2007 года.

## Карьера
На телевидение пришёл в 1990 году — в редакцию молодёжных программ Центрального Телевидения помощником главного редактора Александра Сергеевича Пономарева, когда стали популярны программы: «Взгляд», «КВН», «Что? Где? Когда?», «Авторское телевидение» с Дмитрием Дибровым, Леонидом Парфёновым, программа «Это вы можете» и др. Создал около 60 работ.

## Преподавательская деятельность
Педагог, мастер курса режиссуры и продюсерства кино и телевидения ВГИК им. С. А. Герасимова (ВК и КиТ).

## Фильмография
- 2024 — «Противостояние» — продюсер
- 2024 — «Обоюдное согласие-2» — генеральный продюсер
- 2023 — «Шпион» — генеральный продюсер
- 2023 — «Такси под прикрытием» — продюсер Первого канала
- 2023 — «Один шанс на троих» (в производстве) — генеральный продюсер
- 2023 — «Вызов» — генеральный продюсер
- 2023 — «В парке Чаир» (в производстве) — генеральный продюсер
- 2023 — «Раневская» — продюсер
- 2023 — «Тест на беременность-4» — генеральный продюсер
- 2022 — «Тест на беременность-3» — генеральный продюсер
- 2022 — «Обоюдное согласие» — генеральный продюсер
- 2022 — «Начальник разведки» — продюсер Первого канала
- 2022 — «Капкан на судью» — продюсер Первого канала
- 2022 — «Империя: Пётр I» (документальный) — продюсер Первого канала
- 2022 — «Диверсант. Идеальный штурм» — продюсер Первого канала
- 2021 — «Чиновница» — генеральный продюсер
- 2021 — «Знахарь. Одержимость» — продюсер Первого канала
- 2021 — «Дуров» (документальный) — продюсер Первого канала
- 2021 — «Вертинский» — продюсер Первого канала
- 2020 — «Диверсант. Крым» — продюсер Первого канала
- 2020 — «Андреевский флаг» — продюсер Первого канала
- 2019 — «Скажи что-нибудь хорошее» — продюсер Первого канала
- 2019 — «Рюриковичи. История первой династии» (документальный) — продюсер Первого канала
- 2019 — «Больше, чем любовь»
- 2019 — «Ничья земля» — продюсер Первого канала
- 2019 — «Афганистан» (документальный)
- 2018—2019 — «Тобол» — продюсер Первого канала
- 2018 — «Спящие-2» — продюсер Первого канала
- 2018 — «Петербургский роман» — продюсер Первого канала
- 2018 — «Крепость Бадабер» — генеральный продюсер
- 2018 — «Знахарь» (в титрах пропущен)
- 2018 — «Журавль в небе» — продюсер Первого канала
- 2018 — «Аниматор» — продюсер Первого канала
- 2017 — «Страна Советов. Забытые вожди» (документальный) — продюсер Первого канала
- 2017 — «Лаврентий Берия» | 1-2 серии — продюсер Первого канала
- 2017 — «Семен Буденный» | 3-я серия — продюсер Первого канала
- 2017 — «Виктор Абакумов» | 4-я серия — продюсер Первого канала
- 2017 — «Солнечный круг» — генеральный продюсер
- 2017 — «Подлинная история Русской революции» (документальный) — продюсер Первого канала
- 2017 — «Отчий берег» — продюсер Первого канала
- 2017 — «Налёт-2» — продюсер Первого канала
- 2017 — «Налёт» — продюсер Первого канала
- 2017 — «Мата Хари» «Mata Hari» (Португалия, Россия, Украина) — продюсер Первого канала
- 2017 — «Крещение Руси» (документальный) — продюсер Первого канала
- 2017 — «Икра» — продюсер Первого канала
- 2017 — «Джульбарс» — продюсер Первого канала
- 2016 — «Нулевая Мировая» (документальный) — продюсер Первого канала
- 2016 — «Дело декабристов» (документальный) — продюсер Первого канала
- 2015 — «Перекрёстки судьбы» — продюсер Первого канала
- 2015 — «Кронштадт 1921» (документальный) — продюсер Первого канала
- 2014 — «Лермонтов» (документальный) — продюсер Первого канала
- 2014 — «1812-1815. Заграничный поход» (Россия, Украина, документальный) — генеральный продюсер
- 2013 — «Ясмин» — продюсер Первого канала
- 2013 — «Романовы» (документальный) — продюсер Первого канала

— Глава 1 «Михаил Федорович» Глава 2 «Алексей Михайлович» | Фильм 1 (2013)

— Глава 1 «Фёдор Алексеевич» Глава 2 «Софья Алексеевна» | Фильм 2 (2013)

— Глава 1 «Пётр I Алексеевич» Глава 2 «Екатерина I Алексеевна» | Фильм 3 (2013)
- 2013 — «Первая мировая» (Россия, Украина, документальный) — генеральный продюсер
- 2013 — «Лестница в небеса» — продюсер Первого канала
- 2012 — «Страсти по Чапаю» — продюсер Первого канала
- 2012 — «Спасти или уничтожить» — продюсер Первого канала
- 2002 — «Азазель» — в составе продюсерской группы.

## Награды
- Медаль ордена «За заслуги перед Отечеством» II степени (16 ноября 2011 года) — за большие заслуги в развитии отечественного телерадиовещания и многолетнюю плодотворную деятельность[7]